# Miss Atlântico Internacional 2012
Miss Atlântico Internacional 2012 foi a 18ª. edição do tradicional concurso de beleza feminino de nível internacional sob o nome Miss Atlântico que ocorre anualmente na cidade de Punta del Este, no Uruguai. O certame foi transmitido ao vivo pelo sinal da Teledoce através do Canal 12  e transmitido pela Latinoamérica Televisión. Com apresentação da modelo uruguaia Eunice Castro, o evento ainda contou com a participação de quinze candidatas e teve como vencedora a venezuelana Catherine de Zorzi.

## Resultados

### Colocações
| Posição   | País e Candidata                        |
| Vencedora | - Venezuela - Catherine de Zorzi        |
| 2º. Lugar | - África do Sul - Sheree-Lee Gildenhuys |
| 3º. Lugar | - Espanha - Ana Isabel Jiménez          |

### Premiações Especiais
- O concurso distribuiu as seguintes premiações:[3]

| Prêmio              | País e Candidata                |
| Miss Simpatia       | - Panamá - Falianis Murray      |
| Miss Fotogenia      | - Colômbia - Soledad Castaño    |
| Melhor Fantasia     | - Panamá - Falianis Murray      |
| Melhor Traje Típico | - Paraguai - Guadalupe González |

## Jurados
Avaliaram as candidatas em biquini e entrevista:

### Final
| 1. Dr. Rafael Barla, diretor da Fundação Códigos; 2. Rafael Rainusso, diretor comercial da Sagrin S.A.; 3. Lourdes Rapalín, diretora do Bethel Spa; 4. Fernando Tapia, diretor de vendas e operações da Sacramento Management; 5. Laetitia Princesa d’Arenberg, madrinha do concurso; | 1. Drª. Ana Pascale, super-intendente do Ministério do Turismo e Esportes; 2. Francisco Calvete, diretor da Freixenet Uruguay; 3. Marcelo Chiappino, gerente geral do Mantra Resort Spa; 4. Victoria Rodríguez, representante da Teledoce; e 5. Marta Guarino, diretora diplomática da Magazine. |

### Traje Típico & Fantasia
| 1. Luis D'Amore, alfaiate; 2. María del Rosario Rodríguez, diretora de revista Pasarela a la Moda; 3. Natalia Necasek, diretora de Marketing do Beauty Group; 4. Luis Millán, fashion designer; 5. Gabriela Nunes, publicitária da Sagrin S.A.; 6. Nelson Mancebo, diretor artístico; | 1. Virginia de la Fuente, gerente corporativa de Marketing da Mantra-Group; 2. Cecile Moutardier, gerente do Don Antonio Posada y Posada del Virrey; 3. Zulay Toala, produtora e fashion designer; 4. Fabián Sciuto, estilista; e 5. Mario Lorenzo, coreógrafo. |

## Embaixatrizes
Trata-se de prêmios dados pelos patrocinadores:
| Prêmio            | País e Candidata                        | R     |
| Arapey Spa        | - Venezuela - Catherine de Zorzi        | [ 5 ] |
| Colonia           | - Brasil - Laís Berté                   | [ 6 ] |
| Hotel Brisas      | - África do Sul - Sheree-Lee Gildenhuys | [ 7 ] |
| New Color         | - Paraguai - Guadalupe González         | [ 8 ] |
| Perfumerías Natal | - El Salvador - Alejandra Ochôa         | [ 8 ] |

## Candidatas
Candidatas que disputaram o concurso este ano:
| - África do Sul - Sheree-Lee Gildenhuys - Argentina - Nadia Yanina - Bolívia - María Castillo - Brasil - Laís Berté - Chile - Nadin Morán - Colômbia - Soledad Castaño - Equador - Gianina Bayona - El Salvador - Alejandra Ochôa | - Espanha - Isabel Jiménez - Nicarágua - Karen Villalobos - Panamá - Falianis Eliska Murray - Paraguai - Guadalupe González - Peru - Karen Talavera Monrov - Uruguai - Noelia Teperino - Venezuela - Catherine de Zorzi |

## Histórico
| - Andorra - Costa Rica - Guatemala - México - República Dominicana - El Salvador - Competiu pela última vez na edição de 1999. - Nicarágua - Competiu pela última vez na edição de 1998. | - Argentina - Agustina Quinteros por Nadia Yanina - Chile - Alejandra Mancilla por Nadin Morán - Nicarágua - Sheylene Cayasso por Karen Villalobos - Namíbia - Robyn Siebers - Porto Rico - Bianca Cintrón - República Dominicana - Indira Sánchez - Taiwan - Isabel Li |